# Parafia św. Jerzego w Wojborzu
Parafia św. Jerzego w Wojborzu znajduje się w dekanacie kłodzkim w diecezji świdnickiej. Była erygowana w XIV w. Jej proboszczem jest ks. Paweł Szałek. 

## Świątynie
- Kościół św. Jerzego w Wojborzu
- Kościół św. Anny w Łącznej